# Crematogaster algirica
Crematogaster algirica es una especie de hormiga acróbata del género Crematogaster, categorizada en la tribu Crematogastrini, de la subfamilia Myrmicinae. Fue descrita por Lucas en 1849.

## Distribución
Se distribuye por Argelia.